# 段平仲
段平仲（?—?），字秉庸，凉州武威县（今甘肃省武威市）人，唐朝官员。
段平仲是段达的六世孙，登进士第。杜佑、李复担任淮南节度使，表奏段平仲为掌书记。李复移镇华州、滑州，段平仲为从事。入朝为监察御史。段平仲磊落尚节，嗜酒傲言。唐德宗贞元十四年（798年），京师大旱，皇帝选择御史、郎官各一人，发粮赈恤。段平仲与考功员外郎陈归当奉使。段平仲错愕，廷对失态，于是被废黜七年。
后来担任屯田膳部二员外郎、东都留守判官，官至右司郎中。唐宪宗元和初年，担任谏议大夫。宦官吐突承璀为招讨使，征镇州成德节度使，无功而还。段平仲与吕元膺上疏弹劾吐突承璀。段平仲转任给事中。他性情直率，朝廷有得失，未尝不论奏。转任尚书左丞，得病后改任太子左庶子，去世。

## 延伸阅读
[在维基数据编辑]
 《舊唐書·卷153》，出自刘昫《舊唐書》
 《新唐書·卷162》，出自《新唐書》